# Richard Jung (Mediziner)
Richard Jung (* 27. Juni 1911 in Frankenthal; † 25. Juni 1986 in Freiburg im Breisgau) war ein deutscher Neurologe und klinischer Neurophysiologe.

## Leben
Jung studierte in Wien, Freiburg i. Br., Paris, Berlin und München. 1934 wurde er an der Universität München zum Dr. med. promoviert. 1940 habilitierte er sich an der Albert-Ludwigs-Universität Freiburg. Jung war 1934 in die SA eingetreten und wurde deshalb unmittelbar nach dem Krieg von der Universität Freiburg entlassen, konnte aber mithilfe des Dekans kurz darauf seine Karriere fortsetzen. 1947 wurde er hier außerplanmäßiger Professor, 1949 außerordentlicher Professor und 1951 ordentlicher Professor für Neurologie und Neuropsychologie. Er war Direktor der Neurologischen Universitätsklinik Freiburg.
Jung betrieb 1950 die Gründung der Deutschen EEG-Gesellschaft (seit 1996: Deutsche Gesellschaft für Klinische Neurophysiologie und Funktionelle Bildgebung; DGKN) und wurde ihr erster Präsident und späterer Ehrenpräsident. Außerdem war er 1969–1970 Vorsitzender der Deutschen Gesellschaft für Neurologie und wurde 1974 zum Mitglied der Leopoldina gewählt.

## Schriften (Auswahl)
- Jung, R., Kornmüller, A.E.: Eine Methodik der Ableitung Iokalisierter Potentialschwankungen aus subcorticalen Hirngebieten. Archiv f. Psychiatrie 109, 1–30 (1938). https://doi.org/10.1007/BF02157817.
- Neurophysiologie und Psychophysik des visuellen Systems : The visual system: neurophysiology and psychophysics / Hrsg. von Richard Jung und Hans Kornhuber. Springer, Berlin 1961.
- Kontrastsehen, Konturbetonung und Künstlerzeichnung. Springer, [München] 1971.
- Giovanni Berlucchi; Richard Jung: Visual centers in the brain. Springer, Berlin/New York 1973.
- Central processing of visual information / von H. Autrum … [et al.] ; hrsg. von Richard Jung (Handbook of sensory physiology ; v. 7/3). Springer, Berlin 1973.
- Sensory research in historical perspective: some philosophical foundations of perception. In: Sensory processes. (= Handbook of Physiology. Section 1: The Nervous System. Volume 3). Part 1. American Physiological Society, Bethesda 1984.